# Велик магистър на Малтийския орден
Велик магистър на Суверенния военен орден на хоспиталиерите на Свети Йоан, от Йерусалим, Родос и Малта е ненаследствена титла, с която се удостоява избраният за предводител на Малтийския духовно-военен орден, от 1099 г. до наши дни.

## Велики магистри на ордена
- Жерар Том (The Blessed Gerard) (1099 – 1120)
- Реймон дю Пюи (Raymond du Puy de Provence) (1120 – 1160)
- Оже дьо Балбен (Auger de Balben) (1160 – 1163)
- Арно дьо Компс (Arnaud de Comps) (1162 – 1163)
- Жилбер д'Есаи (Gilbert d'Aissailly) (1163 – 1170)
- Гастон дьо Мюрол (Gastone de Murols) (1170 – 1172)
- Жобер дьо Сири (Gilbert of Syria) (1172 – 1177)
- Роже дьо Мулен (Roger de Moulins) (1177 – 1187)
- Ермонгард д'Асп (Hermangard d'Asp) (1187 – 1190)
- Гарние дьо Наблус (Garnier de Naplous) (1190 – 1192)
- Жофроа дьо Донжон (Geoffroy de Donjon) (1193 – 1202)
- Алфонс Португалски (Alfonse of Portugal) (1203 – 1206)
- Жофроа льо Рат (Geoffrey le Rat) (1206 – 1207)
- Герин дьо Монтаг (Guerin de Montaigu) (1207 – 1228)
- Бертран дьо Теси (Bertrand de Thessy) (1228 – 1231)
- Гуерин дьо Монтаг (Guerin de Montaigu) (1231 – 1236)
- Бертран дьо Комп (Bertrand de Comps) (1236 – 1240)
- Пиер дьо Виел-Брид (Pierre de Vielle-Bride) (1240 – 1242)
- Гийом дьо Шатоньоф (Guillaume de Chateauneuf) (1242 – 1258)
- Юг дьо Ревел (Hugues de Revel) (1258 – 1277)
- Никола Лорн (Nicolas Lorgne) (1277 – 1284)
- Жан дьо Вилие (Jean de Villiers) (1284 – 1294)
- Одон дьо Пин (Odon de Pins) (1294 – 1296)
- Жилом дьо Вилар (Guillaume de Villaret) (1296 – 1305)
- Фулк дьо Вилар (Foulques de Villaret) (1305 – 1319)
- Елион дьо Вилньов (Helion de Villeneuve) (1319 – 1346)
- Диедоне дьо Гозо (Dieudonné de Gozon) (1346 – 1353)
- Пиер дьо Корнейан (Pierre de Corneillan) (1353 – 1355)
- Роже дьо Пин (Roger de Pins) (1355 – 1365)
- Рамон Беренже (Raymond Berenger) (1365 – 1374)
- Робер Жюлиак (Robert de Juliac) (1374 – 1376)
- Хуан Фернандес де Ередия (Juan Fernández de Heredia) (1376 – 1396)
  - Рикардо Карачиоло (Riccardo Caracciolo) (1383 – 1395) конкурентен велик магистър
- Филибер дьо Наяк (Philibert de Naillac)(1396 – 1421)
- Антонио Флувиан де Ривие (Antonio Fluvian de Riviere) (1421 – 1437)
- Жан дьо Ластик (Jean de Lastic) (1437 – 1454)
- Жак дьо Мили (Jacques de Milly) (1454 – 1461)
- Пиеро Раймондо Цакоста (Piero Raimondo Zacosta) (1461 – 1467)
- Джовани Батиста Орсини (Giovanni Battista Orsini) (1467 – 1476)
- Пиер Добисон (Pierre d'Aubusson) (1476 – 1503)
- Емери Дамбоаз (Emery d'Amboise) (1503 – 1512)
- Ги дьо Бланшфор (Guy de Blanchefort) (1512 – 1513)
- Фабрицио дел Карето (Fabrizio del Carretto) (1513 – 1521)
- Филип Вилиер дьо Лил-Адам (Philippe Villiers de L'Isle-Adam) (1521 – 1534)
- Пиеро де Понте (Piero de Ponte) (1534 – 1535)
- Дидие дьо Сен-Жел (Didier de Saint-Jaille) (1535 – 1536)
- Хуан де Омедес и Коскон (Juan de Homedes y Coscon) (1536 – 1553)
- Клод дьо ла Сенгле (Claude de la Sengle) 1553 – 1557)
- Жан дьо ла Валет (Jean de la Vallette) (1557 – 1568)
- Пиер дьо Мон (Pierre de Monte) (1568 – 1572)
- Жан де ла Касие (Jean de la Cassiere) (1572 – 1581)
- Иги Лубен де Вердал (Hugues Loubenx de Verdalle) (1581 – 1595)
- Мартин Гарзе (Martin Garzez) (1595 – 1601)
- Алоф дьо Винякур (Alof de Wignacourt) (1601 – 1622)
- Луис Мендес де Васконсельос (Luís Mendes de Vasconcellos) (1622 – 1623)
- Антоан дьо Пол (Antoine de Paule) (1623 – 1636)
- Хуан де Ласкарис-Кастелар (Juan de Lascaris-Castellar) (1636 – 1657)
- Антоан дьо Редин (Antoine de Redin) (1657 – 1660)
- Анет дьо Клермон-Жесан (Annet de Clermont-Gessant) (1660)
- Рафаел Котоне (Raphael Cotoner) (1660 – 1663)
- Никола Котоне (Nicolas Cotoner) (1663 – 1680)
- Грегорио Карафа (Gregorio Carafa) (1680 – 1690)
- Адриен дьо Винякур (Adrien de Wignacourt) (1690 – 1697)
- Рамон Перелос и Рокафул (Ramon Perellos y Roccaful) (1697 – 1720)
- Марк Антонио Цондадари (Marc'Antonio Zondadari) (1720 – 1722)
- Антонио Маноел де Вилена (Antonio Manoel de Vilhena) (1722 – 1736)
- Ремон Деспуй (Raymond Despuig) (1736 – 1741)
- Мануел Пинто де Фонсека (Manuel Pinto de Fonseca) (1741 – 1773)
- Франсиско Ксименес де Тексада (Francisco Ximenes de Texada) (1773 – 1775)
- Емануел де Роан-Полдик (Emmanuel de Rohan-Polduc) (1775 – 1797)
- Фердинанд фон Хомпеш цу Болхайм (Ferdinand von Hompesch zu Bolheim) (1797 – 1799)
- Павел I Петрович (1798 – 1801) де факто
- Николай Салтиков (1801 – 1803) де факто
- Джовани Батиста Томази (Giovanni Battista Tommasi) (1803 – 1805)
  - Инико Мария Гевара-Суардо (Innico Maria Guevara-Suardo) (1805 – 1814) заместник
  - Андре ди Джовани (André Di Giovanni) (1814 – 1821) заместник
  - Антоан Буска (Antoine Busca) (1821 – 1834) заместник
  - Карло Кандида (Carlo Candida) (1834 – 1845) заместник
  - Филипе ди Колоредо-Мелс (Philippe di Colloredo-Mels) (1845 – 1864) заместник
  - Алесандро Борджия (Alessandro Borgia) (1865 – 1871) заместник
  - Джовани Батиста Чески а Санта Кроче (Giovanni Battista Ceschi a Santa Croce) (1871 – 1879) заместник
- Джовани Батиста Чески а Санта Кроче (Giovanni Battista Ceschi a Santa Croce) (1879 – 1905)
- Галеацо фон Тун унд Хоенщайн (Galeazzo von Thun und Hohenstein) (1905 – 1931)
- Людовико Чиги Албани дела Ровере (Ludovico Chigi Albani della Rovere) (1931 – 1951)
- Анджело ди Колоня (Angelo de Mojana di Cologna) (1962 – 1988)
- Андрю Берти ({Andrew Bertie) (1988 – 2008)
- Матю Фестинг (Matthew Festing) (2008-днес)